# 杰克逊维尔 (佛罗里达州)
傑克孫維爾（英語：Jacksonville）美國佛羅里達州最大城市，是美國本土面積最大的城市，也是杜瓦爾縣的縣治。1968年，傑克孫維市与杜瓦爾縣合并，令傑克孫維的城市規模擴張，大部分城市群人口集中在杰克逊维尔市域範圍内。截至2017年，傑克孫維人口約為892,092人，是美國東南部人口最多的城市。傑克孫維城市群人口為1,631,488人，是佛羅里達州第四大城市群。
傑克孫維位於佛羅里達州東北部第一海岸地區，聖約翰河穿城而過，距離喬治亞州州界以南約40（25英里），邁阿密以北約550（340英里）。坐落於傑克孫維海岸的社區与大西洋沿岸相毗邻。這片土地原本是蒂穆人的世居之地，1564年，法國殖民者在這建造了現今美洲大陸最早的歐洲人定居點之一——卡洛琳堡。在英治時期，定居點建在一塊有牛群經過的河流狹窄处，塞米諾爾人稱其為瓦卡皮拉卡（Wacca Pilatka），英國人稱其為牛滩（Cow Ford）。1822年，也就是美國从西班牙的手中拿到佛羅里達后的第二年，這裡開始了建設，後來，這座全新的城市以佛羅里達領地首任總督、第七任美國總統安德鲁·杰克逊的名字命名。
自19世紀以來，港口設施的改善令傑克孫維成為了一座重要的軍民兩用深水港。五月港海軍基地、傑克孫維海軍航空兵訓練基地、美國海軍陸戰隊布朗特島司令部以及佛羅里達州第三大港傑克孫維港都沿河而建，交通便利。傑克孫維境内的軍事基地與鄰近的國王灣海軍潛艇基地共同構成了全美第三大軍事基地。銀行業、保險業、醫療衛生和物流等服務行業是當地的支柱型產業。傑克孫維也是佛羅里達州重要的旅遊城市，尤其是高爾夫主題旅遊發展最為突出。

## 历史

### 早期历史

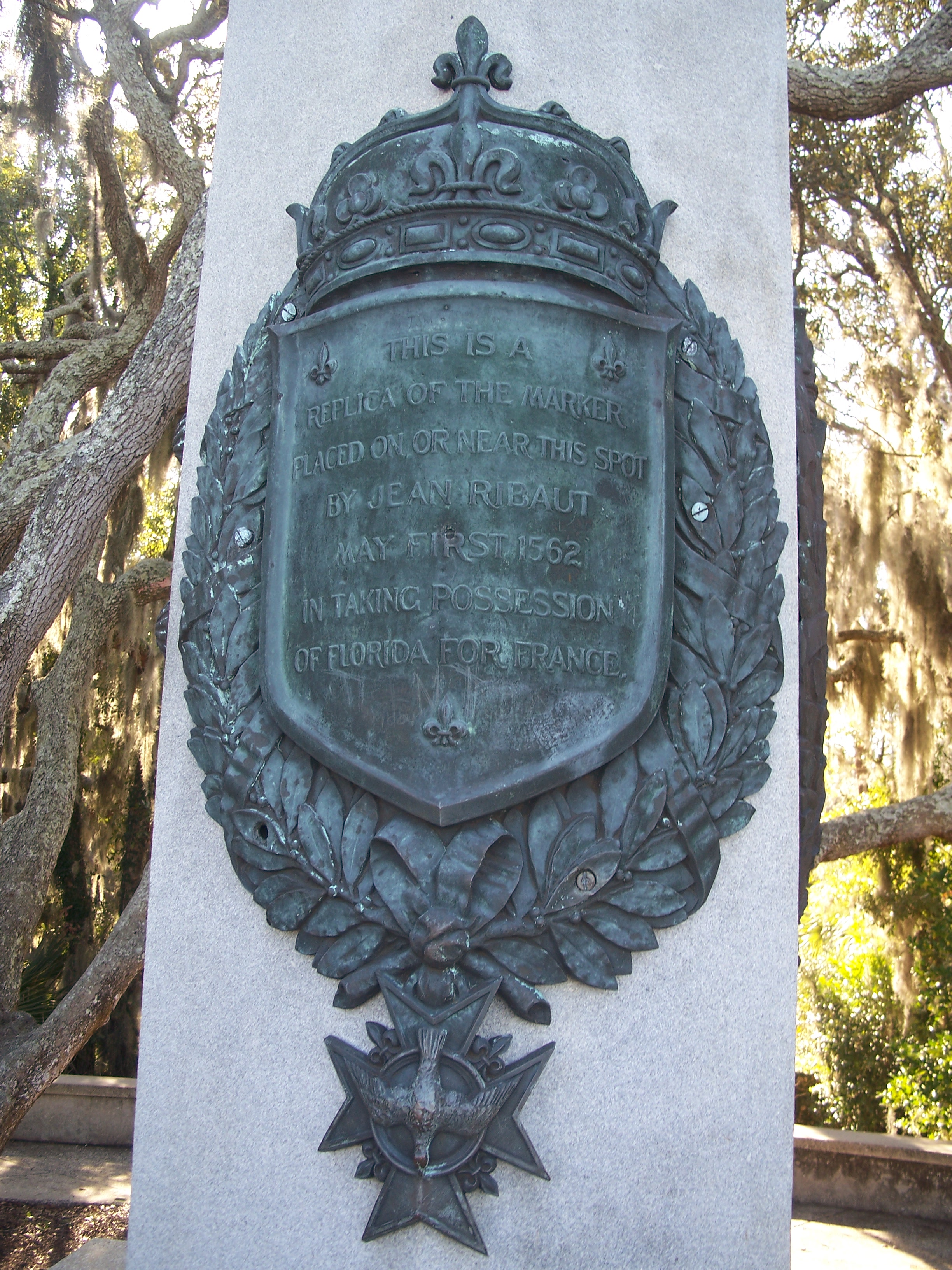
让·里博登陆柱的复制品

现今的杰克逊维尔地區早在上千年前就有部族在此定居。北佛罗里达大学的一个研究小组在蒂穆夸自然历史保护区中的布莱克汉莫克岛上，发现了全美最古老的陶器残片，此發現将杰克逊维尔的历史向前追溯至公元前2500年。当地有文字记载的历史始于十六世纪，而在当时，这片地区居住着蒂穆夸人的分支莫卡马人。蒂穆夸人在以圣约翰河口为中心的地区建立了一个强大的酋邦——萨图里瓦，在与欧洲人接触时，现今杰克逊维尔地域上所有莫卡马人的村落，都是萨图里瓦的一部分。现今的杰克逊维尔市中心在早期的地图上是一座名为“奥萨齐蒂”的村落，这或许是杰克逊维尔最早的名字。

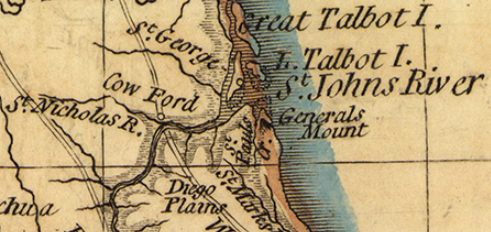
伯纳德·罗曼斯在1776年绘制的佛罗里达地图，现杰克逊维尔地区在图中标注为Cow Ford（牛滩）

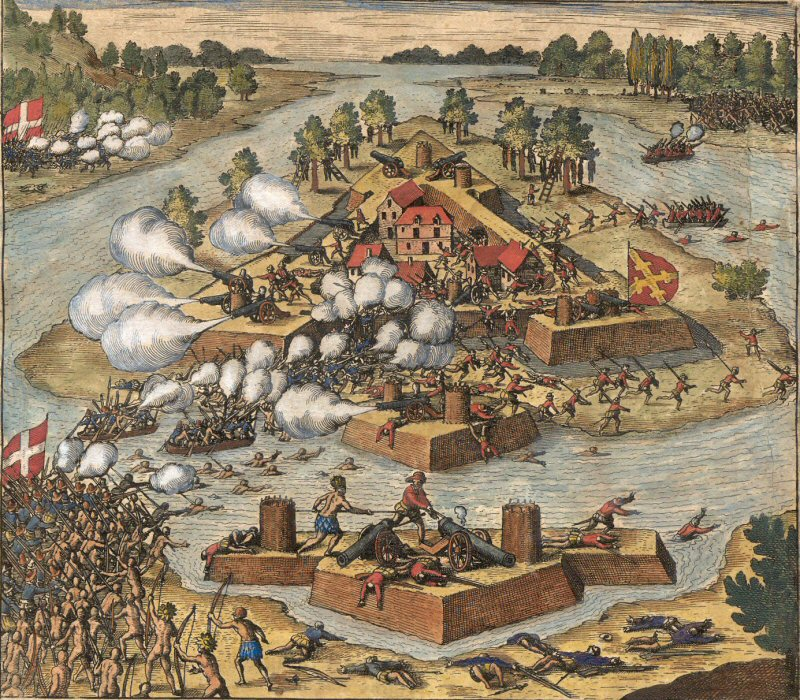
特奥多雷·德·布里绘制的卡洛琳堡

1562年5月，法国胡格诺派探险家让·里博发现了聖約翰河，并绘制出了一份地图。他在靠近河口的登陆地竖起一根石柱，声称这片新发现的土地属于法国。1564年，勒内·古莱纳·德·洛多尼埃在圣约翰河边建立了法国人定居点——卡洛琳堡， 这里同萨图里瓦的主要村落相邻。与此同时，西班牙的国王腓力二世为了维护西班牙的利益，要求佩德罗·梅嫩德斯·德·阿维莱斯向法国人控制的卡洛琳堡进攻。1565年9月20日，一支来自附近圣奥古斯丁定居点的西班牙军队袭击了卡洛琳堡，杀害了几乎所有守卫定居点的法国士兵。西班牙人将卡洛琳堡更名为“圣马特奥”。随着法国人的撤离，圣奥古斯丁成为了全佛罗里达最重要的定居点。对于卡洛琳堡的位置，史学界一直存在争议。1964年，美国国家公园管理局在圣约翰河畔重建了卡洛琳堡。
西班牙于1763年英法北美战争后将佛罗里达割让给英国，英国在不久后修建了连接圣奥古斯丁和佐治亚的国王之路，途中经过了圣约翰河的狭窄处，塞米诺尔人称其为瓦卡·皮拉特卡（Wacca Pilatca），英国人称其为牛堡，这些名字都反映出牛曾在此处渡河。英国人还引种甘蔗、木蓝和水果，同时也出口木材，因此佛罗里达州东北部地区较西班牙统治时期经济更加繁荣。英国于1783年美国独立战争失败后，将佛罗里达归还给西班牙，牛滩上的定居点也在逐步发展。

### 建市至十九世紀

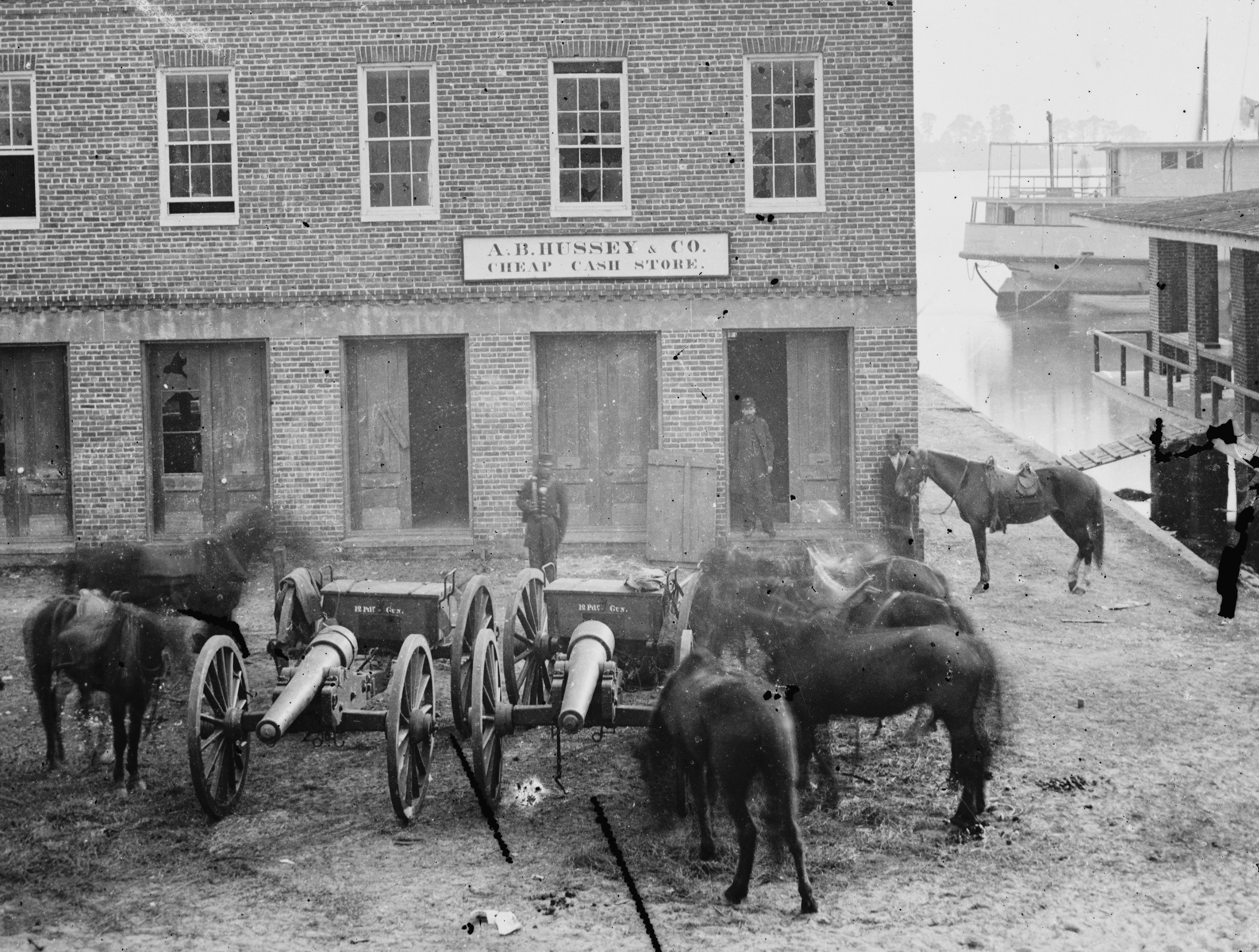
南北戰爭期間聖約翰河邊的輕火炮。

1821年，西班牙將佛罗里达割讓給美國，美國定居者決定在牛灘北岸規劃建設一座城市，對街區展開佈局。這座城市以時任佛罗里达總督，後來的美國總統安德魯·傑克遜為名，命名為傑克遜維爾，直譯為“傑克遜的城市”。艾賽亞·哈特制訂的城市憲章於1832年2月9日由傑克遜維爾立法會通過。
南北战争期间，杰克逊维尔是邦联军队主要的肉食供应点，大量的牛和猪从佛罗里达运往前线。联邦军在控制了克林奇堡后，对杰克逊维尔实施了封锁。联邦军与邦联军虽未在杰克逊维尔交战，但杰克逊维尔已几度易手。1862年，邦联在砖教堂之战中取得了其在佛罗里达的首场胜利，然而联邦军却在圣约翰河崖战役中夺取了邦联的阵地，并占领了杰克逊维尔，黑奴也得到解放。1864年2月，联邦军离开杰克逊维尔，在奥拉斯蒂战役中被邦联军所击败。联邦军被迫退守杰克逊维尔直至战争结束。1864年3月，联盟军骑兵在雪松溪遭遇了一支联邦军探险队。长年的拉锯战使得战后的杰克逊维尔与外界的联络完全中断。
在重建和镀金时代，杰克逊维尔和附近的圣奥古斯丁成为富商名流的冬季热门度假胜地，游客最初乘坐蒸汽船来到杰克逊维尔，再后来可乘坐火车抵达。1888年2月22日，克利夫兰总统在佛罗里达旅行时出席了在杰克逊维尔举行的亚热带博览会，这凸显了佛罗里达州作为旅游胜地的知名度。然而，杰克逊维尔的旅游业在19世纪后期受到黄热病爆发的影响遭到了严重的打击。随着佛罗里达东海岸铁路延伸至佛罗里达州南部，游客被吸引前往其他地区。1893年至1938年，杰克逊维尔是邦联军老兵之家及其墓园的所在地。

### 二十世纪至今

#### 1900至1939年

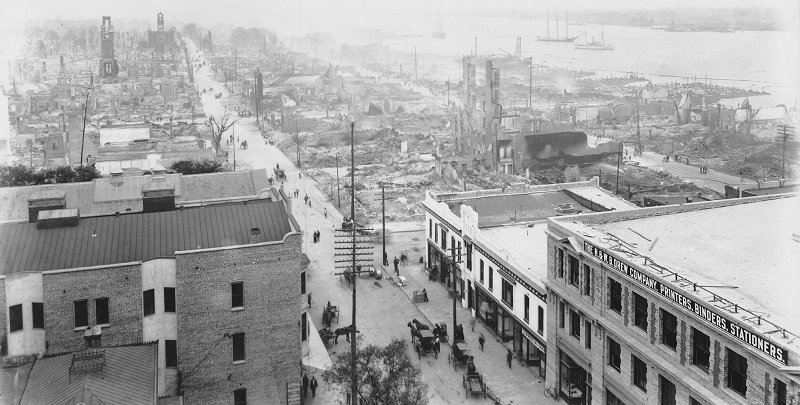
灾后的杰克逊维尔

1901年5月3日，一场大火吞噬了杰克逊维尔市中心。这场火灾的起因是由于床垫厂旁的厨房突发大火，烧着了厂里堆放着的已经烘干了的苔藓，因工人灭火处置不当导致火势蔓延。这场火灾造成146处街区共2368座建筑物被焚毁，7人不幸罹难，近万人无家可归。亨明公园内的邦联纪念碑成为了这场火灾中为数不多的存留下来的建筑之一。时任佛罗里达州州长威廉·舍尔曼·詹宁斯宣布戒严，并派出州民兵队维持秩序。5月17日，市政当局恢复办公。据说在佐治亚州的萨凡纳，人们能看到远方耀眼的火光，而在北卡罗来纳州的罗利也能看到在这场火灾中飘散出来的烟雾。1901年的这场大火是佛罗里达州历史上最严重的一场灾难，也是美国东南部受灾面积最大的一场火灾。建筑师亨利·约翰·克鲁托是负责杰克逊维尔重建的关键人物。1902年，第一座由克鲁托建造的多层建筑戴尔-厄普丘奇大楼完工。于1912年建成的圣詹姆斯大楼建于圣詹姆斯酒店的原址之上，是克鲁托所建之诸多建筑的集大成者。
20世纪10年代，来自纽约的众多电影制作人被杰克逊维尔温暖的气候与异国风情，以及优质的铁路和廉价的劳动力所吸引。在短短的10年间，杰克逊维尔已经建立了30多座无声电影制片厂，为其赢得了“世界冬季电影之都”的名号。然而，随着好莱坞成为了主要的电影制作中心，杰克逊维尔的电影产业也随之终结。最后一家留在杰克逊维尔的电影制片厂——诺曼制片厂位于杰克逊维尔的阿灵顿，现已转型为无声电影博物馆。
在这段时间里，杰克逊维尔还成为了金融和保险中心。巴尼特银行、大西洋国家银行、佛罗里达国家银行、保德信金融、海湾人寿、非美保险、独立人寿和美国遗产人寿等公司在商业区蓬勃发展。此外在二战期间，美国海军在杰克逊维尔设置了两个军事基地，海军陆战队在布朗特岛建立了司令部。

## 地理

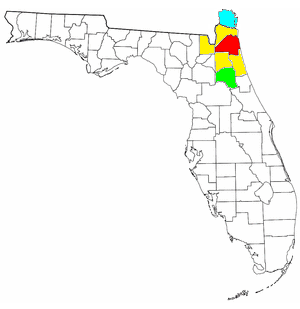
杰克逊维尔—圣玛丽—帕拉特卡大都市圈
杜瓦尔县（大部分为杰克逊维尔市）
杰克逊维尔都市圈涵盖的周边各县
帕拉特卡小都市圈
圣玛丽小都市圈

杰克逊维尔位于佐治亚州州境以南约50千米，亚特兰大东南约500千米，迈阿密西北约550千米。
根據美国人口调查局的數據，傑克遜維爾市的總面積為2,264平方千米（874.3平方英里），是美國本土陆地面積最大的城市。其中陸地面積為1,962平方千米（757.7平方英里），佔總面積的86.66%；水域面積為302平方千米（116.7平方英里），佔總面積的13.34%。1968年，杰克逊维尔市与杜瓦爾縣合并（其中杰克逊维尔海滩、海王星海滩、大西洋海滩和鲍德温没有参与合并），现杰克逊维尔市占杜瓦尔县总面积的98%。
傑克遜維爾市北接拿騷縣，西鄰貝克縣，南接克萊縣與聖約翰斯縣，这些县与杜瓦尔县一道形成了杰克逊维尔城市圈。上述五县与帕拉特卡小都市圈（普特南縣）和圣玛丽小都市圈（佐治亚州康登縣）共同组成杰克逊维尔—圣玛丽—帕拉特卡大都市圈。
发源自杰克逊维尔南部的聖約翰河，是克莱县与圣约翰斯县两县的县界，它自南向北流经傑克遜維爾，并将整座城市一分為二，后在市中心以北向东注入大西洋，其主要支流特勞特河是這裡的在地河流。
跟佛罗里达州的大部分地区一样，杰克逊维尔的地势也十分平坦。根据美国地质调查局的数据，杰克逊维尔的最高点海拔仅有40英尺（12.2米），与休斯顿和迈阿密列为全美50大都市中海拔高度最低的城市之一。由于地势低洼，杰克逊维尔很容易受到洪水和风暴潮的影响。

### 气候

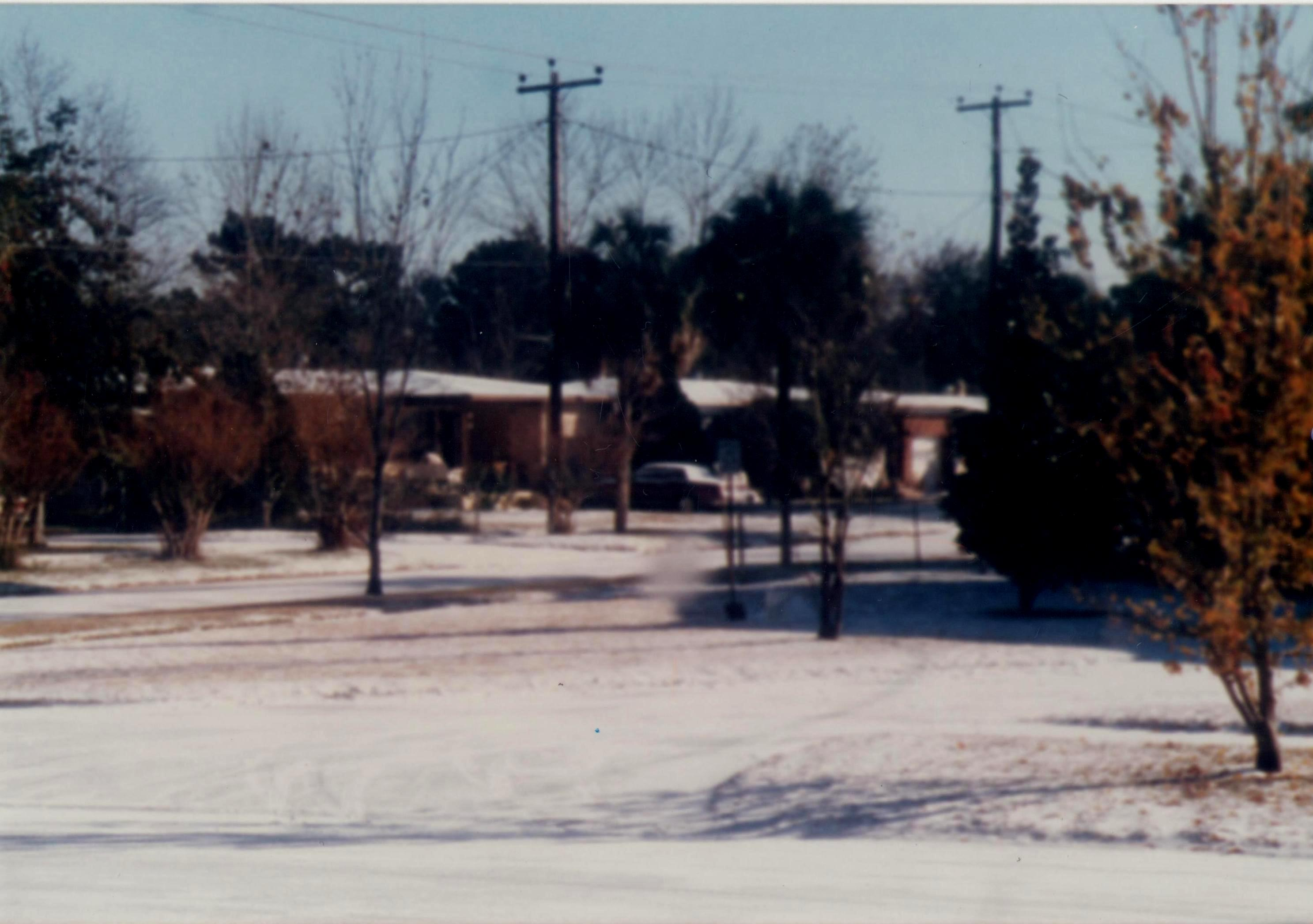
1989年12月23日，杰克逊维尔出现了极其罕见的降雪过程，这是该市历史上第一个白色圣诞节。

杰克逊维尔属典型的副热带湿润气候，大体上终年暖和，雨热同季。冬季温和，微潮，时而偏向温暖，日最高气温低于10 °C（50 °F）的平均日数为3.8天，日最低气温低于或等于0 °C（32 °F）的平均日数14天，−5 °C（23 °F）以下的平均日数为1.2天；夏季炎热潮湿，日最高气温达30 °C（86 °F）的日数年均有137天，达35 °C（95 °F）的有18天；日低温大于或等于25 °C（77 °F）的年均日数为3.3天。最冷月（1月）均温12.3 °C（54.2 °F），极端最低气温−14 °C（7 °F）（1985年1月21日）。最热月（8月）均温28.1 °C（82.5 °F），极端最高气温40 °C（104 °F）（1872年7月28日）。年均降水量约1,360（53.4英寸），全年大约53%的降雨集中在6月至9月；年极端最少降水量为773（30.44英寸）（1927年），最多为2,090（82.27英寸）（1947年）。1871年以来，国际交换站只有三场可测量的降雪，最大为3.8（1.5英寸）（1958年2月13日），最后一场出现于1989年12月23日。无霜期平均有283天（2月25日至12月6日）。
| 佛罗里达州杰克逊维尔国际机场（1991−2020年正常值，1871年至今极端数据） | 佛罗里达州杰克逊维尔国际机场（1991−2020年正常值，1871年至今极端数据） | 佛罗里达州杰克逊维尔国际机场（1991−2020年正常值，1871年至今极端数据） | 佛罗里达州杰克逊维尔国际机场（1991−2020年正常值，1871年至今极端数据） | 佛罗里达州杰克逊维尔国际机场（1991−2020年正常值，1871年至今极端数据） | 佛罗里达州杰克逊维尔国际机场（1991−2020年正常值，1871年至今极端数据） | 佛罗里达州杰克逊维尔国际机场（1991−2020年正常值，1871年至今极端数据） | 佛罗里达州杰克逊维尔国际机场（1991−2020年正常值，1871年至今极端数据） | 佛罗里达州杰克逊维尔国际机场（1991−2020年正常值，1871年至今极端数据） | 佛罗里达州杰克逊维尔国际机场（1991−2020年正常值，1871年至今极端数据） | 佛罗里达州杰克逊维尔国际机场（1991−2020年正常值，1871年至今极端数据） | 佛罗里达州杰克逊维尔国际机场（1991−2020年正常值，1871年至今极端数据） | 佛罗里达州杰克逊维尔国际机场（1991−2020年正常值，1871年至今极端数据） | 佛罗里达州杰克逊维尔国际机场（1991−2020年正常值，1871年至今极端数据） |
| 月份 | 1月                                                                   | 2月                                                                   | 3月                                                                   | 4月                                                                   | 5月                                                                   | 6月                                                                   | 7月                                                                   | 8月                                                                   | 9月                                                                   | 10月                                                                  | 11月                                                                  | 12月                                                                  | 全年                                                                  |
| --- | --------------------------------------------------------------------- | --------------------------------------------------------------------- | --------------------------------------------------------------------- | --------------------------------------------------------------------- | --------------------------------------------------------------------- | --------------------------------------------------------------------- | --------------------------------------------------------------------- | --------------------------------------------------------------------- | --------------------------------------------------------------------- | --------------------------------------------------------------------- | --------------------------------------------------------------------- | --------------------------------------------------------------------- | --------------------------------------------------------------------- |
| 历史最高温 °C（°F） | 29 (85)                                                               | 32 (89)                                                               | 34 (94)                                                               | 35 (95)                                                               | 38 (100)                                                              | 39 (103)                                                              | 40 (104)                                                              | 39 (102)                                                              | 37 (99)                                                               | 35 (95)                                                               | 32 (89)                                                               | 29 (85)                                                               | 40 (104)                                                              |
| 平均最高温 °C（°F） | 26.9 (80.4)                                                           | 28.3 (82.9)                                                           | 30.2 (86.4)                                                           | 32.0 (89.6)                                                           | 34.5 (94.1)                                                           | 36.0 (96.8)                                                           | 36.3 (97.4)                                                           | 35.7 (96.2)                                                           | 34.1 (93.4)                                                           | 31.7 (89.1)                                                           | 29.2 (84.6)                                                           | 27.3 (81.1)                                                           | 36.9 (98.4)                                                           |
| 平均高温 °C（°F） | 18.6 (65.5)                                                           | 20.5 (68.9)                                                           | 23.5 (74.3)                                                           | 26.6 (79.8)                                                           | 29.9 (85.9)                                                           | 32.2 (89.9)                                                           | 33.3 (91.9)                                                           | 32.7 (90.8)                                                           | 30.7 (87.2)                                                           | 27.2 (80.9)                                                           | 22.9 (73.2)                                                           | 19.7 (67.5)                                                           | 26.4 (79.6)                                                           |
| 平均低温 °C（°F） | 6.1 (42.9)                                                            | 7.8 (46.1)                                                            | 10.3 (50.6)                                                           | 13.6 (56.4)                                                           | 17.7 (63.9)                                                           | 21.5 (70.7)                                                           | 22.9 (73.2)                                                           | 23.0 (73.4)                                                           | 21.4 (70.5)                                                           | 16.4 (61.5)                                                           | 10.7 (51.3)                                                           | 7.7 (45.8)                                                            | 14.9 (58.9)                                                           |
| 平均最低温 °C（°F） | −3.7 (25.3)                                                           | −2.1 (28.2)                                                           | 0.3 (32.6)                                                            | 4.9 (40.8)                                                            | 10.4 (50.7)                                                           | 16.9 (62.5)                                                           | 20.1 (68.2)                                                           | 20.1 (68.1)                                                           | 15.8 (60.5)                                                           | 7.1 (44.8)                                                            | 0.6 (33.1)                                                            | −1.6 (29.2)                                                           | −4.7 (23.5)                                                           |
| 历史最低温 °C（°F） | −14 (7)                                                               | −12 (10)                                                              | −5 (23)                                                               | −1 (31)                                                               | 7 (45)                                                                | 8 (47)                                                                | 16 (61)                                                               | 17 (63)                                                               | 9 (48)                                                                | 1 (33)                                                                | −6 (21)                                                               | −12 (11)                                                              | −14 (7)                                                               |
| 平均降水量 mm（） | 83 (3.28)                                                             | 73 (2.86)                                                             | 84 (3.29)                                                             | 74 (2.93)                                                             | 87 (3.42)                                                             | 193 (7.60)                                                            | 172 (6.77)                                                            | 175 (6.88)                                                            | 192 (7.56)                                                            | 102 (4.03)                                                            | 51 (2.00)                                                             | 71 (2.78)                                                             | 1,356 (53.40)                                                         |
| 平均降水天数（≥ 0.01 in） | 7.7                                                                   | 7.7                                                                   | 8.0                                                                   | 6.0                                                                   | 7.0                                                                   | 14.1                                                                  | 13.6                                                                  | 15.1                                                                  | 12.4                                                                  | 8.0                                                                   | 6.6                                                                   | 7.7                                                                   | 113.9                                                                 |
| 平均相對濕度（％） | 76                                                                    | 74                                                                    | 73                                                                    | 71                                                                    | 74                                                                    | 78                                                                    | 78                                                                    | 81                                                                    | 82                                                                    | 81                                                                    | 80                                                                    | 79                                                                    | 77                                                                    |
| 月均日照時數 | 189.4                                                                 | 193.8                                                                 | 257.9                                                                 | 286.4                                                                 | 303.9                                                                 | 283.6                                                                 | 282.0                                                                 | 262.4                                                                 | 228.2                                                                 | 214.6                                                                 | 193.9                                                                 | 183.6                                                                 | 2,879.7                                                               |
| 可照百分比 | 59                                                                    | 62                                                                    | 69                                                                    | 74                                                                    | 72                                                                    | 67                                                                    | 65                                                                    | 64                                                                    | 62                                                                    | 61                                                                    | 61                                                                    | 58                                                                    | 65                                                                    |
| 来源：NOAA（1981–2010年相对湿度；1961–1990年日照） 杰克逊维尔国际交换站，1871年9月–1955年12月在市中心，1956年1月1日–1971年1月18日在Imeson Field，1971年1月19日起在杰克逊维尔国际机场。 |                                                                       |                                                                       |                                                                       |                                                                       |                                                                       |                                                                       |                                                                       |                                                                       |                                                                       |                                                                       |                                                                       |                                                                       |                                                                       |

## 人口
| 人口構成對比                     | 人口構成對比       | 人口構成對比     | 人口構成對比   |
| 杰克逊维尔人口                   | 杰克逊维尔人口     | 杰克逊维尔人口   | 杰克逊维尔人口 |
| -------------------------------- | ------------------ | ---------------- | -------------- |
| 2010年人口普查                   | 傑克遜維爾         | 杜瓦尔县         | 佛罗里达州     |
| 总人口                           | 821,784            | 864,263          | 18,801,310     |
| 近10年人口增减百分比             | ▲11.7%             | ▲11.0%           | ▲17.6%         |
| 人口密度                         | 1,100.1人/平方英里 | 1,133.9/平方英里 | 350.6/平方英里 |
| 白人或高加索人種（含拉丁裔白人） | 59.4%              | 60.9%            | 75.0%          |
| （非拉丁裔白人或高加索人種）     | 55.1%              | 56.6%            | 57.9%          |
| 黑人或非裔美國人                 | 30.7%              | 29.5%            | 16.0%          |
| 西班牙裔或拉丁裔                 | 7.7%               | 7.6%             | 22.5%          |
| 亞裔                             | 4.3%               | 4.2%             | 2.4%           |
| 美洲原住民或阿拉斯加原住民       | 0.4%               | 0.4%             | 0.4%           |
| 太平洋島民或夏威夷族             | 0.1%               | 0.1%             | 0.1%           |
| 混血兒（兩個或多種族混血）       | 2.9%               | 2.9%             | 2.5%           |
| 其他種族                         | 5.2%               | 3.9%             | 3.6%           |

| 人口結構概況       | 2010年 | 2000年 | 1990年 | 1970年 |
| ------------------ | ------ | ------ | ------ | ------ |
| 白人               | 59.4%  | 64.5%  | 71.9%  | 77.1%  |
| —非拉丁裔白人      | 55.1%  | 62.2%  | 70.3%  | 75.8%  |
| 黑人或非裔美國人   | 30.7%  | 29.0%  | 25.2%  | 22.3%  |
| 拉丁裔（所有族裔） | 7.7%   | 4.2%   | 2.6%   | 1.3%   |
| 亞裔               | 4.3%   | 2.8%   | 1.9%   | 0.4%   |

| 调查年                 | 人口    | 备注  | %±     |
| ---------------------- | ------- | ----- | ------ |
| 1850                   | 1,045   |       | —      |
| 1860                   | 2,118   |       | 102.7% |
| 1870                   | 6,912   |       | 226.3% |
| 1880                   | 7,650   |       | 10.7%  |
| 1890                   | 17,201  |       | 124.8% |
| 1900                   | 28,429  |       | 65.3%  |
| 1910                   | 57,699  |       | 103.0% |
| 1920                   | 91,558  |       | 58.7%  |
| 1930                   | 129,549 |       | 41.5%  |
| 1940                   | 173,065 |       | 33.6%  |
| 1950                   | 204,275 |       | 18.0%  |
| 1960                   | 201,030 |       | −1.6%  |
| 1970                   | 528,865 |       | 163.1% |
| 1980                   | 540,920 |       | 2.3%   |
| 1990                   | 635,230 |       | 17.4%  |
| 2000                   | 735,503 |       | 15.8%  |
| 2010                   | 821,784 |       | 11.7%  |
| 2017年估计             | 892,062 | [ 5 ] | 8.6%   |
| 2010年美国人口普查数据 |         |       |        |

杰克逊维尔是佛罗里达州人口最多的城市，位列全美第12位。截至2010年，全市户数为366273户，人口为821784人。杰克逊维尔拥有全美第十大阿拉伯人社群，根据2000年的统计，全市阿拉伯人总人口为5751人。杰克逊维尔拥有佛罗里达州最大的菲律宾裔美国人社群，截至2010年，有25033人居住在城市都会区内。杰克逊维尔的菲律宾社群中的大部分人都曾在美国海军服役或与美国海军有一定關係。

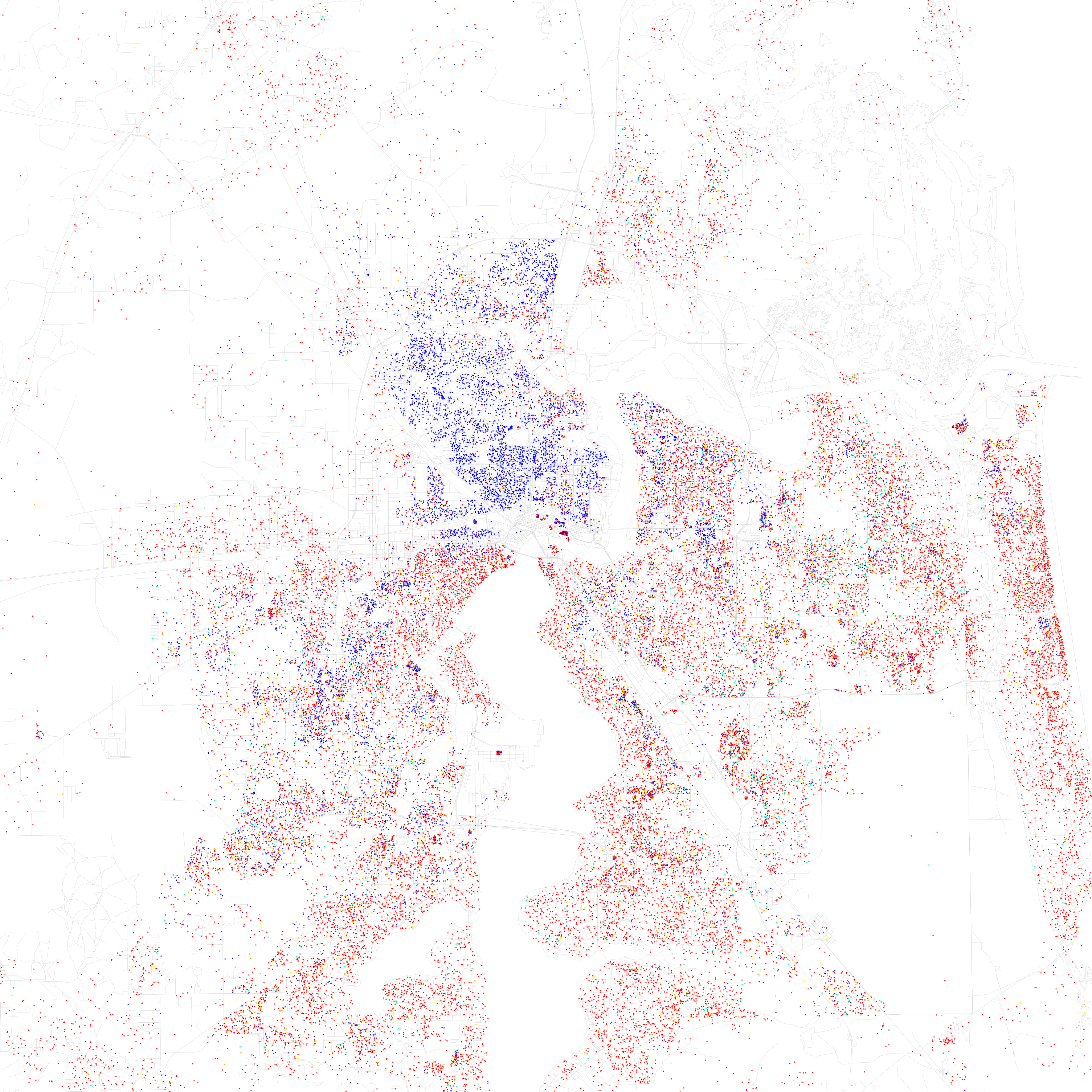
根據2010年人口普查数据绘制出来的杰克逊维尔种族分布图，每个点各代表25人：白人，黑人，亚裔，拉美裔或其他

截至2010年，西班牙裔或拉丁裔占杰克逊维尔人口的7.7%。其中，波多黎各裔占2.6%，墨西哥裔占1.7%，古巴裔占0.9%。
截至2010年，非裔人口占杰克逊维尔总人口的30.7%，其中包含了非裔美国人。其中，撒哈拉以南非洲裔占1.8%，加勒比裔占1.4%（其中0.5%為海地裔，0.4%為牙買加裔，0.1%為其他或不明族裔，0.1%為巴哈馬裔，0.1%為巴巴多斯裔），另有0.6%为拉丁裔黑人。
截至2010年，欧裔人口占杰克逊维尔总人口的55.1%。其中10.4%为德裔，10.2%为爱尔兰裔，8.8%英裔，3.9%为意裔，2.2%为法裔，2.0%为苏格兰裔，2.0%为苏格兰-爱尔兰裔，1.7%为波蘭裔，1.1%為荷蘭裔，0.6%為俄裔，0.5%為挪威裔，0.5為瑞典裔，0.5%為威爾士裔，另有0.5%為加拿大法裔。
截至2010年，亞裔人口占杰克逊维尔总人口的4.3%，其中1.8%為菲律賓裔，0.9%為印度裔，0.6%其他族裔，0.5%為越南裔，0.3%為華裔，0.2%為韓裔，0.1%為日裔。
2010年時，有6.7%的杰克逊维尔人認為自己只有美國血統（不分種族與族裔），另有0.9%的人有阿拉伯血統。
截至2010年，杰克逊维尔市共有366273户，住房空置率為11.8%。有23.9%的住户与18岁以下的儿童共同生活，其中43.8%为已婚伴侣，15.2%只有女户主而无男性伴侶在住，另有36.4%為無親緣家庭。有29.7%的住户为独居，另有7.9%的住户为65岁及以上的独居老人。平均住户规模为2.55，平均家庭规模为3.21。在人口年龄分布上，18岁以下占23.9%，18岁至24岁占10.5%，25岁至44岁占28.5%，45岁到64岁占26.2%，65岁及以上占10.9%。年龄中位数为35.5岁。性别比方面，每100位女性对应94.1位男性。每100位18岁及以上女性对应91.3位男性。
2010年，县内每户的收入中位数为48829美元，每个家庭的收入中位数为59272美元。男性的收入中位数为42485美元，而女性为34209美元。县内人均收入为25227美元。有大约10.5%的家庭和14.3%的人口处于贫困线以下，其中包含20.4%的18岁以下未成年人和9.9%的65岁及以上的老人。
2010年，县内9.2%的人口在海外出生，其中49.6%为美国公民。在海外出生的居民中，有38.0%出生在拉丁美洲，35.7%出生在亚洲，17.9%出生在欧洲，5.9%出生在非洲，1.9%出生在北美洲，0.5%出生于大洋洲。
截至2010年，87.1%的5岁以上人口在家只说英语，而5.8%的人在家说西班牙语，另有约3.3%的人在家说其他印欧系语言，有约2.9%的人在家说亚洲语言、太平洋岛民语言或大洋洲语言，剩余0.9%的人在家说其他语言，总共有12.9%的人说英语以外的第二种语言。
截至2000年，以英语作为母语的居民占全体居民的90.60%，西班牙语占4.13%，他加禄语占1.00%，法语占0.47%，阿拉伯语占0.44%，德语占0.43%，越南语占0.31%，俄语占0.21%，意大利语占0.17%。

### 宗教

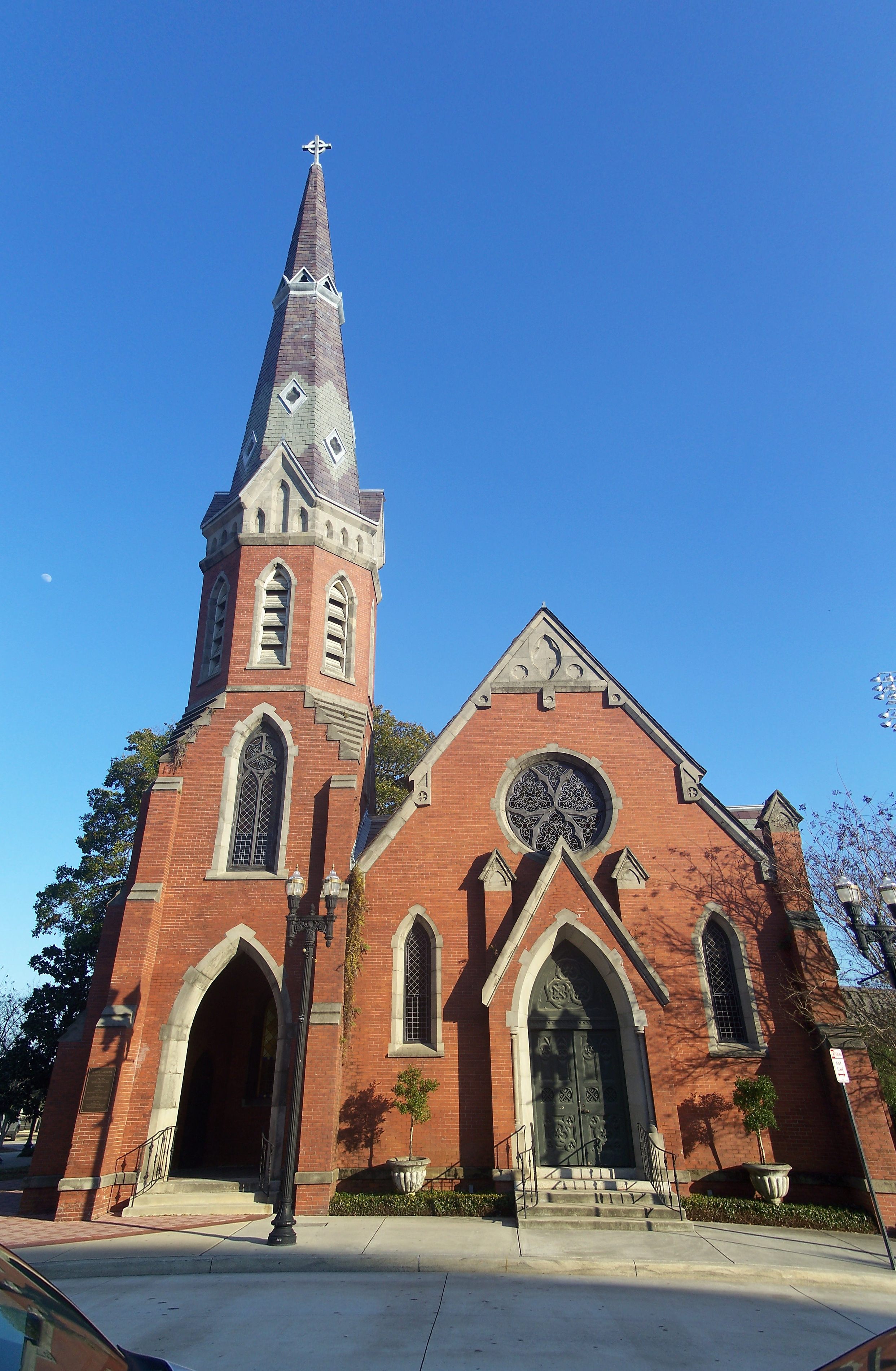
建于1887年的圣公会圣安德鲁堂是杰克逊维尔历史最悠久的教堂之一。

杰克逊维尔的宗教呈现多样化，其中最大的宗教团体为基督教新教。根据宗教数据档案协会（ARDA）提供的数据，2010年杰克逊维尔都会区预估约有365267名福音派新教徒，76100名主流新教徒及56769名黑人新教徒，虽然后者的统计数据不甚完整，还有大约1200名分属不同教派的新教教徒。知名的新教教堂包括伯特利教堂及第一浸信会教堂两座历史最悠久的浸信宗教堂。圣约翰主教座堂设在圣公会佛罗里达教区主教座内，现址是在1906年重建的。
杰克逊维尔是天主教圣奥古斯丁教区的一部分，其范围涵盖佛罗里达州北部十七个县。2010年杰克逊维尔都会区预估约有133155名信众，分佈在25个堂区。圣母无染原罪圣殿是杰克逊维尔一座知名的天主教乙级宗座圣殿，在1992年被列入美国国家史迹名录。

## 經濟
積遜威爾擁有美國南部最大的深水港口，同時是美國主要的汽車進口港，擁有完善的運輸和配送的系統，以及船隻維修設施。

## 文化

### 体育
| 俱乐部           | 项目         | 联赛             | 主场                         |
| ---------------- | ------------ | ---------------- | ---------------------------- |
| 杰克逊维尔美洲虎 | 美式足球     | NFL              | TIAA銀行體育場（69,428席）   |
| 杰克逊维尔巨虾   | 棒球         | 南部联盟（2A级） | 杰克逊维尔棒球场（11,000席） |
| 杰克逊维尔巨人   | 篮球         | ABA              | 老兵纪念球馆（14,100席）     |
| 杰克逊维尔冰人   | 冰球         | ECHL             | 老兵纪念球馆（13,000席）     |
| 杰克逊维尔鲨鱼   | 室内美式足球 | NAL              | 老兵纪念球馆（13,000席）     |
| 杰克逊维尔掷斧者 | 橄榄球       | USARL            | 霍奇斯体育场（12,000席）     |
| 杰克逊维尔战舰   | 足球         | NASL             | 霍奇斯体育场（12,000席）     |
| 杰克逊维尔加农炮 | 终极飞盘     | AUDL             | 乔治·H·霍奇斯竞技场          |

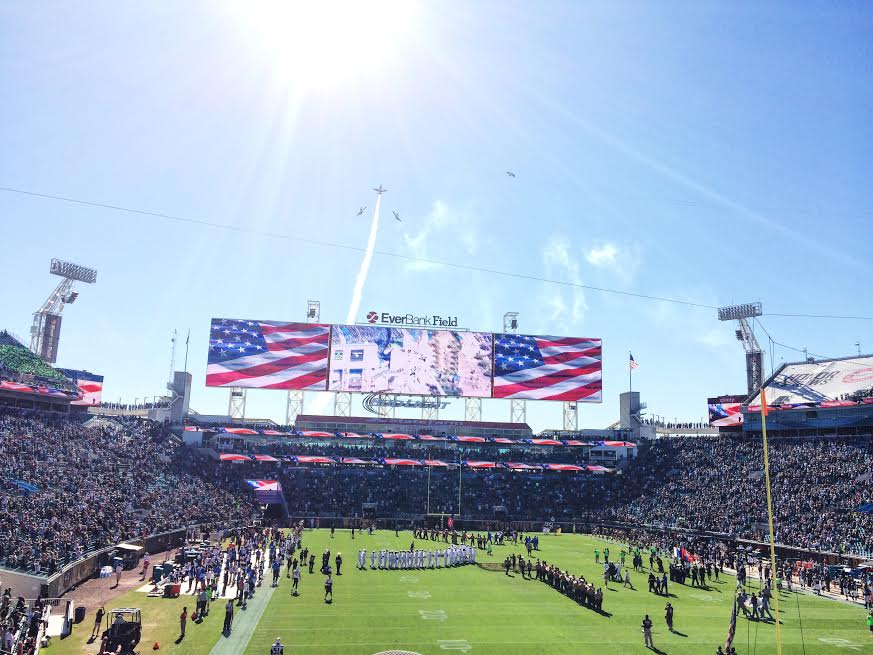
赛前杰克逊维尔美洲虎在TIAA銀行體育場举行的奏国歌仪式

杰克逊维尔是國家美式橄欖球聯盟（NFL）球队——杰克逊维尔美洲虎的主场。1995年，美洲虎队加入NFL，成为一支扩充球队，主场设在TIAA銀行體育場。2005年，第三十九届超级碗在杰克逊维尔举办。
组织全美最主要的职业高尔夫锦标赛——PGA巡回赛的总部设在杰克逊维尔市郊外的蓬特韦德拉海岸，每年都会在此举办球員錦標賽。
同样，杰克逊维尔也是一些小联盟球队的主场。1970年成立的杰克逊维尔巨虾是一支2A级棒球队，自成立至今未换过主场，是杰克逊维尔存在时间最长的2A级棒球队，现如今是南部联盟中特许商品销售额最高的球队。杰克逊维尔鲨鱼成立于2010年，2011年该队在第24届室内足球联盟室内碗比赛中夺冠，现为国家室内足球联盟球队。杰克逊维尔掷斧者是一支创立于2006年的半职业橄榄球队，现隶属于美国英式橄榄球联盟。杰克逊维尔巨人于2010年12月加入美国篮球协会（ABA），并在2012年3月夺得2011-12赛季ABA总冠军。杰克逊维尔战舰足球队于2015年加入北美足球聯賽（NASL）。
在杰克逊维尔，美式足球最受大学生的欢迎，每年该市都会举办佛罗里达—乔治亚美式足球对抗赛，由佛罗里达大学对阵乔治亚大学，以及大学美式足球季后赛鳄鱼碗。杰克逊维尔有两支大学球队在NCAA的第一级别中对抗，分别是北佛罗里达魚鷹和杰克逊维尔海豚，两支球队均属大西洋太阳联盟。

## 教育

### 大专院校
- 傑克遜維爾大學
- 北佛罗里达大学
- 愛德華沃特斯學院

## 基础设施

### 交通

#### 航空
- 傑克遜維爾國際機場

## 知名人物
- 約翰·惠勒：美國物理學家
- 伊麗莎白·愛德華茲：美国民主党前参议员约翰·爱德华兹前妻
- 阿尔文·赫格：前NBA籃球員
- 迪布朗：前NBA籃球員
- 诺里斯·科尔曼：前NBA籃球員
- 乔治·斯穆特：美国天体物理学家、宇宙学家

## 姐妹城市
- 法國南特
- 中国营口
- 俄羅斯摩爾曼斯克
- 阿根廷布兰卡港

## 註解
1. ↑  2000-2010年期间

## 外部連接
- 官方网站
- OpenStreetMap上有關杰克逊维尔 (佛罗里达州)的地理